# مرشوش المركز (مرشوش)
مرشوش المركز هي إحدى مشيخات المملكة المغربية، تتبع جغرافيا لإقليم الخميسات وإداريًا لمرشوش. يقدر عدد سكانها بـ 2653 نسمة حسب الإحصاء الرسمي للسكان والسكنى لسنة 2004.